# Haider Abdel Shafi
Haider Abdel-Shafi (en arabe : حيدر عبد الشافي), né le 10 juin 1919 à Gaza et mort le 25 septembre 2007, est un médecin et homme politique palestinien. Il a notamment dirigé la délégation palestinienne aux pourparlers de paix avec Israël à Madrid en 1991. Il était proche de la gauche palestinienne, la mouvance communiste en particulier  et très populaire parmi les Palestiniens.

## Enfance
Haider Abdel Shafi est l’un des six enfants de Sheikh Muheiddin Abdul Shafi qui était le chef du Haut Conseil islamique (Wafq – l’autorité chargée d’administrer les affaires des musulmans de Palestine) et gardien des lieux saints à Gaza. Il était également gardien des lieux saints d’Hébron entre 1925 et 1927.
Il fit ses études secondaires au collège arabe de Jérusalem. Il a étudié la médecine à l'université américaine de Beyrouth et rejoint le Mouvement nationaliste arabe. Diplômé en 1943, il part travailler à l’hôpital municipal de Jaffa, puis il sert dans l'armée jordanienne en tant qu'officier médecin . Il retourne ensuite à Gaza où il cofonde une branche de la Société médicale palestinienne (1945), et participe au premier Congrès médical palestinien. Il apporte un soutien médical à la guérilla palestinienne dans les affrontements entre israéliens et arabes après la résolution de partage des Nations unies en 1947. Il dirige un centre d’information médicale au cours de la première guerre arabo-israélienne (1948) quand 200 000 Palestiniens viennent se réfugier à Gaza. Il se rend en 1951 aux États-Unis pour étudier la chirurgie à l’hôpital de Miami Valley à Dayton, dans l’Ohio puis retourne à Gaza et travaille comme chirurgien pour les Égyptiens de l’hôpital Tal Zahur.

## Carrière politique
À partir de 1956, il fait partie du conseil municipal de Gaza, puis devient président du premier Conseil législatif palestinien à Gaza (1962-64). Il est également membre du premier Comité exécutif de l’OLP . En 1957, il se marie avec Hoda Khalidi. En 1967, il travaille bénévolement à l’hôpital Shifa de Gaza et il est emprisonné par Israël qui s'empare de la Bande de Gaza à la fin de la guerre, suspect d’avoir soutenu les activités militaires du FPLP de George Habache.
En 1972, il est à la tête du Croissant-Rouge palestinien à Gaza. Il devient une figure éminente de la scène politique palestinienne quand il est désigné vice-président du premier Conseil national palestinien (CNP), qui se réunit à Jérusalem-Est le 28 mai 1964 . Il est déporté au Sinaï par les Égyptiens pour trois mois à cause de ses activités politiques. Il est ensuite déporté au Liban pour trois mois également par les israéliens en 1970. Il est également interdit de voyage pendant de nombreuses années .
Il dirige la délégation palestinienne aux pourparlers de paix avec Israël à Madrid en 1991. Il devient critique à l'égard de l´Autorité palestinienne présidée par Yasser Arafat ainsi qu'à l'égard des accords d'Oslo qui font, selon lui, trop de concessions à Israël . Il est élu membre du Conseil national palestinien en 1996, avant de démissionner pour protester contre l’absence de toute lutte contre la corruption au sein de l’Autorité palestinienne et la marginalisation du rôle du CLP et son inefficacité à contrôler l’autorité législative. Il fonde par la suite l'Initiative nationale palestinienne, dirigée par Moustafa Barghouti, qui a présenté des candidats aux législatives en 2006.
Il était considéré proche de Fayçal Husseini et de Hanan Ashrawi. Il est décédé le 25 septembre 2007 à l’âge de 88 ans, après avoir lutté pendant deux ans contre un cancer.